# Ercolano
Ercolano (do roku 1969 Resina, latinsky Herculaneum) je italské město v regionu Kampánie, nyní je předměstím města Neapol.

## Historie
Podle legendy založil mytický řecký hrdina Héraklés (latinsky Hercules) mezi městy Neapol a Pompeje malé město, které po něm neslo jméno, Herculaneum. To bylo v roce 79 srovnáno se zemí výbuchem sopky Vesuv. Podle vykopávek a dochovalých zdrojů zde byla řecká osada, v 5. století př. n. l. ovládaná Samnity. Od 4. století zde byli Římané. Obrovský výbuch Vesuvu městečko zalil vrstvou lávy vysokou 12 metrů, která časem ztvrdla na pevný kámen. V 18. století zde začaly první vykopávky, intenzivní a systematický výzkum byl od roku 1927.
V roce 1969 se k názvu Herculaneum vrátilo město Resina, ležící na jeho původním místě.

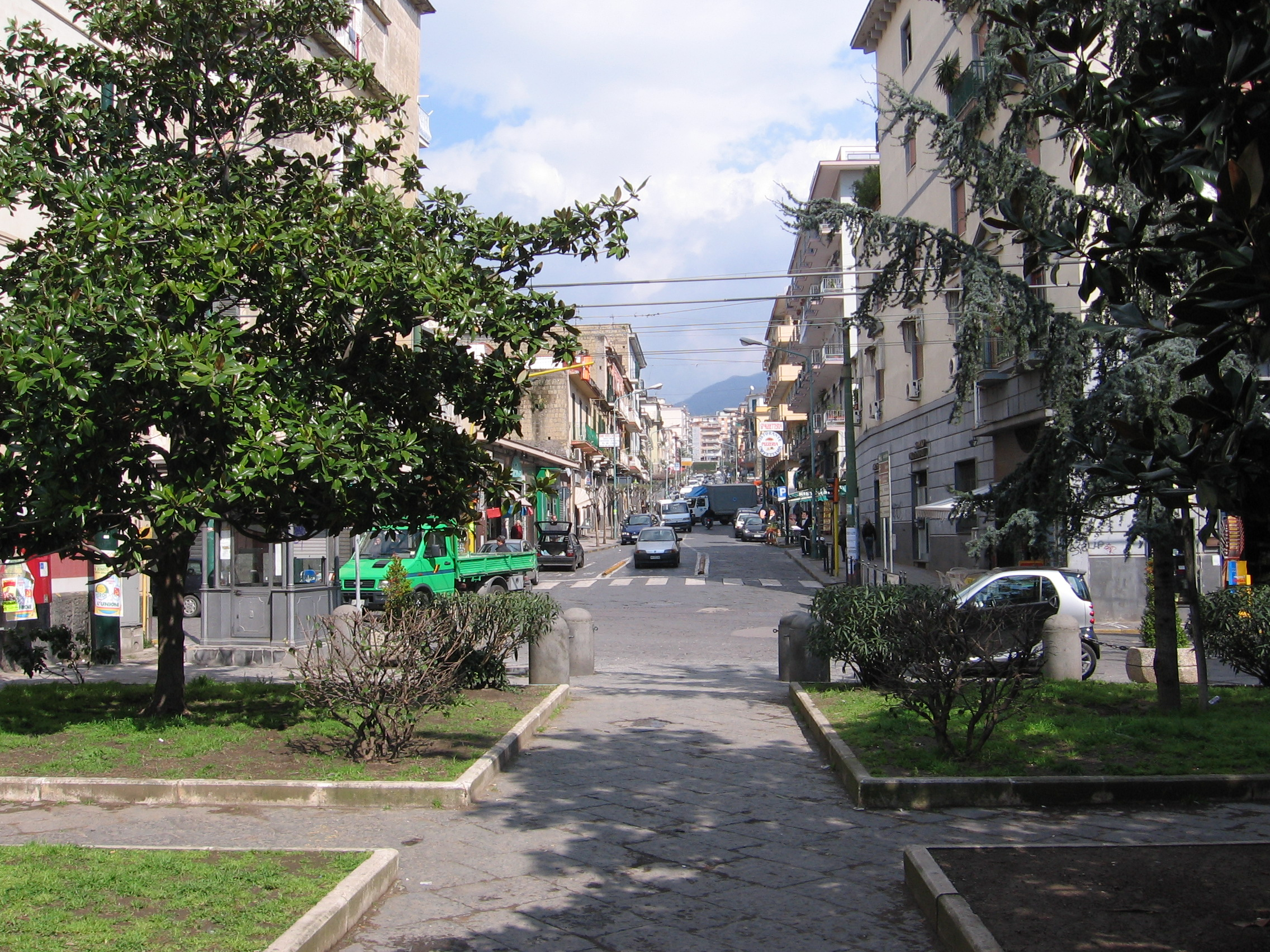
současné Ercolano
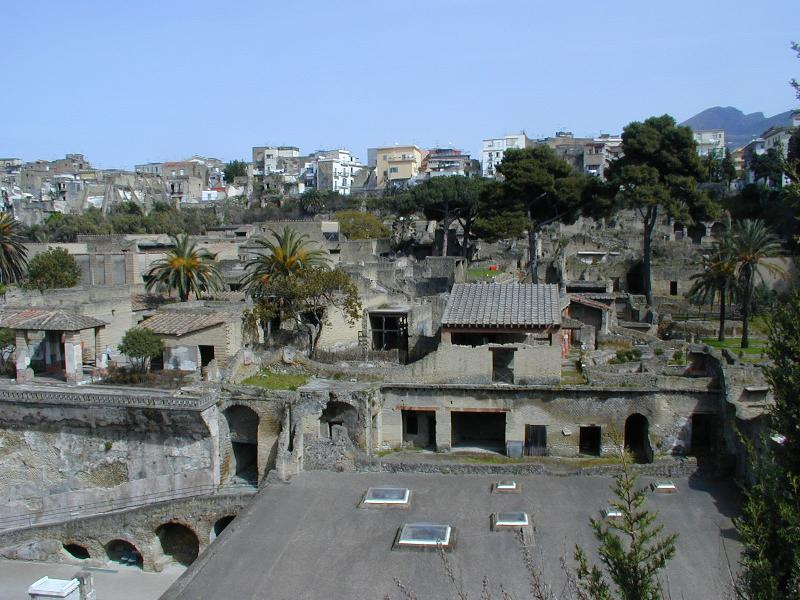
vykopávky Herculanea

## Vývoj počtu obyvatel
Počet obyvatel